# آیه رجم
آیهٔ رجم (به عربی: آية الرجم) آیه‌ای است که خصوصاً به نقل از عمر بن خطاب ادعا شده در سورهٔ احزاب برای سنگسار زناکاران در قرآن نازل شده بوده اما بعدها از متن قرآن حذف شده است.

## متن آیهٔ ادعایی
الشَّيْخُ وَالشَّيْخَةُ إِذَا زَنَيَا فَارْجُمُوهُمَا الْبَتَّةَ نَكَالًا مِنَ اللهِ وَاللهُ عَزِيزٌ حَكِيمٌ
ترجمه‌:«هنگامی که پیرمرد و پیرزنی زنا کنند پس آن‌ها را سنگسار کنید، و این عذابی است از سوی خدا، و خداوند، عزیز و حکیم است.»

## در روایات

### اهل سنت
در صحیح بخاری و صحیح مسلم از ابن‌عباس روایت شده که عمر بن خطاب بالای منبر نماز جمعه رفت و گفت: خدا پیامبر را به حق فرستاد؛ و بر پیامبر آیهٔ رجم را نازل کرد و ما این آیه را خواندیم و فهمیدیم؛ و پیامبر رجم کرد و ما رجم کردیم و می‌ترسیم گذشت زمان باعث شود کسی بگوید در قرآن آیهٔ رجم را نمی‌یابیم؛ و با ترک این واجب الهی گمراه شوند؛ اگر نمی‌ترسیدم که مردم بگویید عمر در کتاب خدا، قرآن، آیاتی افزوده من خودم این آیه را در قرآن می‌نوشتم.
در صحیح مسلم، آیهٔ یادشده را از عمر نقل می‌کند، و می‌افزاید که این آیه در اصل جزو قرآن بوده‌است و از سوی خدا به محمد نازل شده و پس از فرستادن این آیه وی حکم سنگسار (رجم) را اجرا کرد. چرا محمد نمی‌توانست بدون نزول آیه، رجم(سنگسار) را اجرا کند.
در روایتی دیگر، عایشه همسر پیامبر، می‌گوید که آیهٔ رجم از جمله آیاتی بود که پس از درگذشت پیامبر از میان رفت. زیرا بُزی درون حجرهٔ عایشه شد – جایی که متن مکتوب این آیه وجود داشته‌است – و برگه‌هایی را که روی آن آیهٔ رجم نوشته شده‌بود، خورد.

### شیعیان
در کتاب کافی کلینی حدیثی از عبدالله بن سنان آمده‌است که آیهٔ رجم در قرآن بوده‌است. محمدباقر مجلسی نیز در مرآة العقول این روایت را یک حدیث صحیح می‌داند.
علمای شیعه در این موضوع به سه گروه تقسیم می‌شوند. گروه نخست این موضوع و نسخ تلاوت را قبول دارند. گروه دوم با احتیاط با آن برخورد می‌کنند و آن را رد نمی‌کنند. گروه سوم آن و موضوع نسخ تلاوت را رد می کنند که امروزه این نظر غالب است.

## سنجش
افزون بر ایراداتی که در سند این روایات در منابع شیعه وجود دارد، مشکلات جدی‌تری وجود دارند از جمله:
1. نسخ آیات قرآن همچون اثبات آنها مبتنی بر دلیل قطعی است و با خبر چند شخص پذیرفتنی نیست.[۱۶]
2. حکم آیه یعنی سنگسار کردن پیرمرد و پیرزن به طور مطلق – بدون توجه به داشتن یا نداشتن همسر – برخلاف حکم سنگسار است که دربارهٔ افرادی قابل اجراست که محصن (دارای همسر با شرایطی) باشند.[۱۷][۱۸]
3. هیچ یک از روایات موسوم به آیه رجم تصریحی به نسخ شدن تلاوت آن ندارند؛ بلکه این ادعا توسط علمای اهل سنت مطرح شده و برخی از عالمان شیعه نیز بر مبنای گسترش این دیدگاه در جامعهٔ علمی وقت، آن را پذیرفته‌اند.[۱۹]